# Максим Калиниченко
Максим Калиниченко е украински футболист, играч на Таврия. Играе като атакуващ халф, но се справя добре и на двата фланга. Национал на Украйна от 2002 година. Към 2012 трансферната му цена е 1,5 млн. евро.

## Кариера
Когато е 17-годишен, Максим е забелязан от треньора на Днипро Вячеслав Грозни. Той налага халфът в Днипро. Калиниченко стига и до младежкия отбор на Украйна. През 2000 Грозни е уволнен от Днипро и става асистент на Олег Романцев в Спартак. Заедно с него е привлечен и Максим. В първия си сезон в „червено-белите“ украинецът печели титлата на страната. Изиграва 17 срещи и вкарва 4 гола. През сезон 2001 Калиниченко изиграва едва 9 срещи, но отново става шампион на Русия. През 2002 дебютира за националия тим на Украйна. През годините Максим не играе много често, но е стабилна резерва в Спартак.
През 2006 участва на световното и вкарва гол на Саудитска Арабия. През 2008 след загуббата на Спартак от ЦСКА с 5:1 треньорът Станислав Черчесов гони Калиниченко, Егор Титов и Моцарт Сантос от състава. На 5 август 2008. На 29 ноември 2009 вкарва гол директно от корнер срещу Ворскла Полтава. След идването на Хуанде Рамос, Максим се оказва ненужен и напуска като свободен агент. На 15 юни 2011 подписва с Таврия.